# Los discípulos (película)
Los discípulos (título original: The Disciples) es una película estadounidense de acción de 1999, dirigida por Kirk Wong, escrita por John James McGuire, Roger Garcia y Don Michael Paul, musicalizada por Emilio Kauderer, en la fotografía estuvo Edward J. Pei y los protagonistas son Ice-T, Erin Daniels y Eva Mendes, entre otros. El filme fue realizado por Viacom Productions y Paramount Television; se estrenó el 29 de octubre de 1999.

## Sinopsis
Experimentados artistas marciales mantienen a salvo a un reconocido jugador de béisbol, ya que unos cazarrecompensas de Cuba quieren raptarlo.